# دومارسایس استیم
دومارسایس استیم (انگلیسی: Dumarsais Estimé؛ ۲۱ آوریل ۱۹۰۰ – ۲۰ ژوئیهٔ ۱۹۵۳) سیاستمدار اهل هائیتی بود. وی از ۱۶ اوت ۱۹۴۶ تا ۱۰ مه ۱۹۵۰ رئیس‌جمهور هائیتی بود.
دومارسایس استیم در ۲۰ ژوئیه ۱۹۵۳، در سن ۵۳ سالگی در ایالات متحده آمریکا درگذشت.